# Коронавірусна хвороба 2019 у Гондурасі
Коронавірусна хвороба 2019 у Гондурасі — розповсюдження вірусу територією Гондурасу.

## Перебіг подій
10 березня 2020 року зареєстровано перші два випадки у Гондурасі. Перший - у вагітної жінки, що приїхала з Іспанії 4 березня. Жінку госпіталізували. Другий випадок - 37-річна жителька, що приїхала 5 березня зі Швейцарії. Жінка перебуває у самоізоляції вдома.
13 березня в родині першого хворого підтвердили наявність вірусу, пацієнт віком 64 роки, другий випадок у столиці Тегусігальпа.
18 березня було підтверджено три нові випадки, всього зареєстровано 20. Урядом було оголошено, що у містах запроваджено комендантську годину.
19 березня було підтверджено 12 нових випадків, 24 всього. Комендантську годину поширено на міста Пуерто-Кортес, Санта-Крус-де-Йохоа та Ель-Тріунфо.
20 березня уряд оголосив про нові випадки коронавірусу після 27 лабораторних тестів. Комендантську годину запроваджено по всій країні.
21 березня було оголошено про два нові випадки в муніципалітеті Віллануєва у районі Кортес.
22 березня в муніципалітеті Санта-Фе у районі Колумба зафіксовано новий випадок, 27 випадків у всій країні. 23 березня — три нові випадки.
24 березня — п’ять нових випадків, 36 справ по всій країні.
25 березня — 16 нових випадків, у країні — 52.
26 березня — підтверджено першу смерть від вірусу. Жертвою став 60-річний пацієнт з гіпертонією та ішемічною хворобою серця у Віллануеві, (район Кортеса) . 